# シンヒカー
シンヒカーは、インド神話に登場する女性である。主に、
- ダクシャの娘の1人
- 羅刹女（ラークシャシー）

の二人が知られている。以下に説明する。

## ダクシャの娘
このシンヒカーはダクシャの娘の1人で、カシュヤパ仙の妻。魔神ラーフの母。しかしダイティヤ族の1員であるともいわれ、その場合シンヒカーはディティとカシュヤパの娘でヒラニヤークシャ、ヒラニヤカシプ、マルト神群と兄妹で、ダーナヴァ族のヴィプラチッティとの間にラーフを生んだとされる。

## 羅刹女
このシンヒカーは叙事詩『ラーマーヤナ』に登場する羅刹女（ラークシャシー）。普段はランカー島沖の海中に潜んでいるが、海面に写る影を見て海中から現れて獲物を捕らえるという。ハヌマーンが海を跳躍し、ランカー島に潜入しようとしたとき、海から姿を現して、天にも届くような巨大な口でハヌマーンを喰らおうとした。そこでハヌマーンはシンヒカーの口から体内に入り込み、心臓を切り裂いて倒した。